# Miami
miamiは、2004年頃に結成されたローファイエレポップユニット。レーベルはpoplot。
日本語名称として「マイアミ」、英称として「miami」と呼称・記述される。

## 概要
コンセプト
- 各界から大絶賛！！新時代・脱力エレクトロニックパンクデュオ

CDデビュー
- 2007年1月31日、ミニアルバム『Good Morning Playground』で全国流通CDデビュー。

## Member
かじやあい
ヴァイオリン＆ボーカル担当。
小林愛
サンプラー＆ボーカル担当。2013年現在は脱力支援アイドルゆるめるモ!の作詞家としても活躍中。

## Discography
- 2004年11月14日 - Great Composers(CD/Studio DEMO)
- 2005年12月10日 - look,listen.learn(DVD-R/ミドリジャージ/TMJ-005)
- 2007年 1月31日 - Good Morning Playground(CD/poplot/AMG-6004)

## Live
- 2004年12月25日 - 電動のメリークリスマス@池袋Live inn ROSA w/Model Plants/Skyfisher/ヤング100V/かとうけんそう/Super Get Get two/Metrofarce/山本直樹
- 2004年10月23日 - @新宿Marble w/Surf Coasters/Shoot My Disco/Mosquito/Schoolgirl 69
- 2006年 4月 1日 - OKヒューストン@渋谷屋根裏 w/航空電子/HONDALADY/miami on da lady
- 2006年12月 2日 - 電動のメリークリスマス3@池袋Live inn ROSA w/佐伯誠之介/
岩田麻里/DJマイケルJフォックス/ヤング100V/木魚/プノンペンモデル/松武秀樹/DJ小野島大/
Model Plants/ミンカパノピカ
- 2007年12月 8日 - 電動のメリークリスマス3@池袋Live inn ROSA w/DJタチザキ＆リオブラボー/DJ O.D.A/フレミングス/
関口誠人＆天野小夜子/DJ江口寿史/山本直樹/Model Plants
- 2008年 7月19日 - 平成アーバンチャンピオンvol.2@新宿Marble w/Ray Track
- 2013年12月21日 - 爆裂じろう祭! VOL.6@新宿Motion w/野獣のリリアン/小川美潮＆今堀恒雄＆mecken＆Grico/
カミイショータグループ/石川浩司